# Таймс Скуеър
„Таймс Скуеър“ (на английски: Times Square, названието му идва от името на вестник „Ню Йорк Таймс“) e централен площад в Манхатън (Мидтаун), Ню Йорк. Той e пресечна точка на „Бродуей“ и Седмо авеню, като се простира от 42-ра до 47-а улица.
Световноизвестен е със своите рекламни пана. Често е наричан „кръстопътят на света“, „центъра на Вселената“ и „сърцето на света“. Площадът е една от най-натоварените пешеходни зони в света. Около 330 000 души пресичат площада дневно, като бройката скача до 460 000 пешеходци в натоварени дни.

## Етимология
Площадът е наречен Таймс или Таймс Скуеър през април 1904 г. след като вестникът мести централния си офис на 42-ра улица. Преди това се е наричал Лонгакър (Longacre Square – "дълъг акър") .

## Галерия
- Светлини и реклами в южната част на Таймс Скуеър
- Таймс Скуеър в ден на забранено движение за коли